# Miroslav Volf
Miroslav Volf (25. rujna 1956.) hrvatski je protestantski teolog te profesor teologije i direktor Centra za vjeru i kulturu na Sveučilištu Yale. Prethodno je predavao na Evanđeoskom teološkom fakultetu u rodnom Osijeku, Hrvatska (1979.–1980., 1983.–1990.) i Fuller Theological Seminary u Pasadeni, Kalifornija (1990.–1998.).
Nakon što je dobio dvije napredne diplome kod njemačkog teologa Jürgena Moltmanna, Volf je opisan kao "teološki graditelj mostova". Glavni smjer njegove teologije je dovođenje kršćanske teologije u razna područja javnog života, kao što su kultura, politika i ekonomija. Često istražuje dijaloge između različitih skupina u svijetu — poput konfesija, vjera i etničkih skupina.
Volf je radio kao savjetnik za Ured Bijele kuće za partnerstva temeljena na vjeri i susjedstvu i nekoliko je godina zajedno s bivšim britanskim premijerom Tonyjem Blairom predavao tečaj na Yaleu o globalizaciji. Čest je komentator vjerskih i kulturoloških  pitanja u popularnim medijskim kućama kao što su CNN, NPR i Al Jazeera. Volf je 2002. osvojio Grawemeyerovu nagradu za religiju Sveučilišta u Louisvilleu i Louisville Presbyterian Theological Seminary, a njegovu knjigu Exclusion and Embrace iz 1996. evanđeoski časopis Christianity Today proglasio je jednom od 100 najutjecajnijih knjiga 20. stoljeća.

## Obitelj i rani život
Miroslav Volf rođen je 25. rujna 1956. u Osijeku, Hrvatska, koja je tada bila dio Socijalističke Federativne Republike Jugoslavije. U dobi od pet godina njegova se obitelj preselila u multikulturalni grad Novi Sad, Srbija (tada također dio Jugoslavije), gdje je njegov otac postao pastor za malu pentekostalnu zajednicu. Odrastajući kao dio te zajednice, Volf je živio dvostruko na margini. U vjerskom smislu Osijek je bio pretežno katolički, a Novi Sad pretežno srpsko pravoslavni; u oba grada, protestanti su bili  manjina, a pentekostalci su bili "manjina u manjini". Politički, Jugoslavijom je dominirala marksistička ideologija, a kršćanski su propovjednici bili posebno sumnjivi i pažljivo praćeni. Odrastao u domu obilježenom dubokom i jasnom vjerom, Volf je formiran u kršćanstvu koje je predstavljalo oblik života stran dominantnoj kulturi oko njega. U školi, osobito u ranoj mladosti, vjera njegovih roditelja i njihove zajednice bila je težak teret. Volfov osjećaj da se razlikuje od svojih vršnjaka i šire kulture oko sebe prouzročio mu je "gotovo nepodnošljiv sram" i pobunio se protiv vjere. Međutim, u svojim srednjim tinejdžerskim godinama doživio je tiho obraćenje. Kao jedini otvoreno kršćanski učenik u svojoj srednjoj školi, morao je objasniti zašto i kako kršćanska vjera ima intelektualnog smisla i kako je spasonosan za takav način života. Bio je to početak njegova teološkog puta. To je iskustvo utjecalo na njegovo trajno uvjerenje da bi život i rad na margini mogao biti prednost za teologa vjere koja je i sama rođena na margini.